# Abd El Ghani Ben Massaoud Azzamouri
 (janvier 2018).
Abd El Ghani Ben Massaoud Azzamouri (décédé en 1621) est un médecin marocain du temps de la dynastie des Saadiens. Il était un des élèves d'Abul Qasim ibn Mohammed al-Ghassani.

## Ouvrages
- Le Canon dans le traitement des calculs.
- Propriétés des plantes.